# 徐淑媛
徐淑媛（Vina Chui，1959年12月1日—），台灣模特兒、女演員，生於高雄。以模特兒身份進入演藝圈，後期為演員，拍了多部電影及電視劇。
1977年入台灣模特兒行業，1980年代到香港發展，接拍了多部電影，包括《今年的湖畔會很冷》、《現代豪放女》、《兇貓》、《凌晨晚餐》、《厲鬼纏身》等電影。1987年，回台灣與顧冠忠主演台視八點檔電視劇《玫瑰人生》。1999年息影，遠嫁美國俄亥俄州。

## 演出作品

### 電視劇
- 1987 台視《玫瑰人生》
- 1993 華視《包青天》孔雀膽 飾 李小宛
- 1995 公視《人生劇展－阿爸！我揹你去看戲》飾 秀靜
- 1996 華視《台灣靈異事件》暗夜哭聲 飾 梅香

### 電影
- 1981 《御劍伏魔》
- 1981 《孫悟空大戰飛人國》
- 1982 《中國開國奇譚》
- 1984 《今年的湖畔會很冷》 飾 蘇菲
- 1984 《金大班的最後一夜》
- 1985 《現代豪放女》 飾 天娜
- 1985 《尖東梟雄》
- 1986 《兇貓》
- 1986 《俾鬼捉》(台譯：誰當鬼)
- 1986 《開心鬼精靈》
- 1987 《凌晨晚餐》
- 1989 《厲鬼纏身》
- 1991 《娃娃兵》
- 2000 《一一》 飾 蔣太太

## 外部連結
- 徐淑媛：中文電影資料庫 （页面存档备份，存于）
- 徐淑媛在香港影庫上的簡介